# Guillaume Delaunay
Guillaume Delaunay est un acteur français.

## Filmographie

### Cinéma
- 2006 : Jean-Philippe de Laurent Tuel : petit rôle (non crédité)
- 2007 : Zone libre de Christophe Malavoy : le garde du corps du Docteur Lejeune
- 2007 : Sa Majesté Minor de Jean-Jacques Annaud : Le centaure
- 2009 : La Loi de Murphy de Christophe Campos : Infirmier
- 2010 : Protéger et servir d'Éric Lavaine : complice de Romero
- 2011 : Le Dossier Toroto de Jean-Pierre Mocky : Vitupin 1
- 2011 : Eyes Find Eyes de Jean-Manuel Fernandez et Sean Price Williams : Jean-Paul
- 2011 : Jean-Luc persécuté de Emmanuel Laborie : Jean-Luc
- 2012 : Les Infidèles, segment "Ultimate Fucking" réalisé par Jan Kounen : Homme camionnette 2
- 2012 : Le Mentor de Jean-Pierre Mocky : le géant du vestiaire
- 2013 : Michael Kohlhaas d'Arnaud des Pallières : le géant
- 2013 : The Harry Hill Movie de Steve Bendelack : Kisko
- 2013 : Longtails de Elizabeth Arends : Vince
- 2014 : Hysteria (Eliza Graves) de Brad Anderson : Arthur Timbs
- 2014 : Calomnies de Jean-Pierre Mocky : Garpa
- 2014 : Qui de loin semblent des mouches de Yann Schwartz et Jean-Charles Vidal : Cardo
- 2015 : Les Compagnons de la pomponette de Jean-Pierre Mocky
- 2015 : Tale of Tales de Matteo Garrone : L'ogre
- 2015 : Victor Frankenstein de Paul McGuigan : La création de Victor Frankenstein
- 2017 : Si j'étais un homme de Audrey Dana : Monsieur Kracovik
- 2017 : Votez pour moi de Jean-Pierre Mocky : Diego le sacristain
- 2018 : Cornélius, le meunier hurlant de Yann Le Quellec : Torpido
- 2019 : Pinocchio de Matteo Garrone : l'homme le plus grand du monde
- 2021 : Censor de Prano Bailey-Bond : Beastman
- 2024 : Kraven The Hunter de J. C. Chandor : Mofo

### Télévision
- 2010 : Colère de Jean-Pierre Mocky
- Grosland magzine
- 2 006 PJ épisodes 110 et 111; Claire de la Rochefoucauld
- 2004 La vie à mains nues; Sébastien Grall
- 2004 Mis en bouteille au château; Marion Sarrault
- 2013 : Nicolas Le Floch : Le sang des farines de Philippe Bérenger, dans le rôle de Rabouine
- 2013 : Nicolas Le Floch : Le crime de l’hôtel Saint-Florentin de Philippe Bérenger, dans le rôle de Rabouine

### Court métrage ou clip
- 2011 la campagne Orc vs. Xperia (Sony Ericson) ; rôle de l'Orc
- 2010 La Femme à cordes ; rôle : l'homme.
- 2010, Jean-Luc persécuté, court-métrage d'Emmanuel Laborie
- 2008 Gri Gri, avec Diam's
- RMI Professeur Chaos, un clip de Charbel Ka ; rôle : Major d'homme
- 2007 Mr W. (European commercial: Epuron) ; rôle-titre (Nickname “Gui”)
- 2005 Nouvelle génération, Artemio Benki ; rôle : l'homme au couteau
- 2005 Chapitö - Court-métrage de Franck SÉGARD & Nicolas HUMBERT ; rôle : Séraphin
- 2005 Sur la route, Benjamin Papin
- 2004 Entre ciel et terre, un film de Delphine Lemoine
- 2004 Ceci n'est pas une cerise, un film de Julien Lepreux
- 2004 Close up, un film de Claude Farge ; rôle : 2e garde du corps
- 2003 Jour et nuit, un film de Armelle Verenka

## Théâtre
Sainte Jeanne des abattoirs mise en scène: Nathalie Guilmard
Le bruit des loups création de Étienne Saglio